# Tighanimine
Tighanimine là một thị trấn thuộc tỉnh Batna, Algérie. Dân số thời điểm năm 2002 là 3.787 người.